# Élections municipales de 2008 dans l'Yonne
Les élections municipales se sont déroulées les 9 et 16 mars 2008 dans l'Yonne.

## Maires sortants et maires élus
| Commune              | Population | Maire sortant     | Parti | Parti | Maire élu         | Parti | Parti |
| -------------------- | ---------- | ----------------- | ----- | ----- | ----------------- | ----- | ----- |
| Auxerre              | 35 534     | Guy Ferez         |       | PS    | Guy Ferez         |       | PS    |
| Avallon              | 7 366      | Jean-Yves Caullet |       | PS    | Jean-Yves Caullet |       | PS    |
| Joigny               | 10 053     | Philippe Auberger |       | UMP   | Bernard Moraine   |       | DVG   |
| Migennes             | 7 126      | François Boucher  |       | UMP   | François Meyroune |       | PCF   |
| Monéteau             | 3 909      | Robert Bideau     |       | DVD   | Robert Bideau     |       | DVD   |
| Saint-Florentin      | 4 693      | Josette Chaboz    |       | UMP   | Yves Delot        |       | UMP   |
| Sens                 | 25 146     | Marie-Louise Fort |       | UMP   | Daniel Paris      |       | PRG   |
| Tonnerre             | 5 235      | Raymond Hardy     |       | DVD   | André Fourcade    |       | PS    |
| Villeneuve-sur-Yonne | 5 315      | Cyril Boulleaux   |       | DVG   | Cyril Boulleaux   |       | DVG   |

## Résultats dans les communes de plus de3 500 habitants

### Auxerre
- Maire sortant : Guy Férez (PS)
- 39 sièges à pourvoir au conseil municipal (population légale 2006 : 37 419 habitants)

|                          | Guy Férez *    | PS  | 6 378 | 52,39 | 30 |  |  |  |
|                          | Dominique Mary | UMP | 3 504 | 28,79 | 6  |  |  |  |
|                          | Alain Raymont  | PCF | 914   | 7,51  | 1  |  |  |  |
|                          | Richard Jacob  | FN  | 746   | 6,13  | 1  |  |  |  |
|                          | Bruno Marmagne | DVG | 631   | 5,18  | 1  |  |  |  |
|                          |                |     |       |       |    |  |  |  |
| * Liste du maire sortant |                |     |       |       |    |  |  |  |

### Avallon
- Maire sortant : Jean-Yves Caullet (PS)
- 29 sièges à pourvoir au conseil municipal (population légale 2007 : 7 366 habitants)

|                          | Jean-Yves Caullet * | PS  | 1 878 | 66,46 | 24 |  |  |  |
|                          | Jean-Yves Jourdain  | DVD | 958   | 33,04 | 5  |  |  |  |
|                          |                     |     |       |       |    |  |  |  |
| * Liste du maire sortant |                     |     |       |       |    |  |  |  |

### Joigny
- Maire sortant : Philippe Auberger (UMP)
- 33 sièges à pourvoir au conseil municipal (population légale 2006 : 10 333 habitants)

| Tête de liste            | Tête de liste      | Liste | Premier tour | Premier tour | Second tour | Second tour | Sièges | Sièges |
| Tête de liste            | Tête de liste      | Liste | Voix         | %            | Voix        | %           | CM     |        |
| ------------------------ | ------------------ | ----- | ------------ | ------------ | ----------- | ----------- | ------ | ------ |
|                          | Julien Ortega      | DVD   | 1 145        | 32,13        | 1 168       | 31,43       | 5      |        |
|                          | Philippe Auberger* | UMP   | 1 003        | 28,14        | 1 038       | 30,62       | 5      |        |
|                          | Bernard Moraine    | DVG   | 927          | 26,01        | 1 170       | 31,49       | 22     |        |
|                          | Franck Thomas      | DVG   | 361          | 10,13        | 240         | 6,46        | 1      |        |
|                          | Joseph Colonna     | DVG   | 128          | 3,59         |             |             |        |        |
| * Liste du maire sortant |                    |       |              |              |             |             |        |        |

### Migennes
- Maire sortant : François Boucher (UMP)
- 29 sièges à pourvoir au conseil municipal (population légale 2007 : 7 373 habitants)

|                          | François Meyroune | PCF | 1524 | 51,85 | 22 |  |  |  |
|                          | François Boucher* | UMP | 1415 | 48,15 | 7  |  |  |  |
|                          |                   |     |      |       |    |  |  |  |
| * Liste du maire sortant |                   |     |      |       |    |  |  |  |

### Monéteau
- Maire sortant : Robert Bideau (DVD)
- 27 sièges à pourvoir au conseil municipal (population légale 2007 : 3 826 habitants)

|                          | Robert Bideau* | DVD | 1 226 | 72,59 | 21 |  |  |  |
|                          | Moïse Menant   | DVG | 463   | 27,41 | 3  |  |  |  |
|                          |                |     |       |       |    |  |  |  |
| * Liste du maire sortant |                |     |       |       |    |  |  |  |

Elus au titre de la commune déléguée de Sougères-sur-Sinotte
- Annie Poitou (169 voix)
- Christian Morel (166 voix)
- Jean Delas (156 voix)

### Saint-Florentin
- Maire sortant : Josette Chaboz (UMP)
- 27 sièges à pourvoir au conseil municipal (population légale 2006 : 5 076 habitants)

| Tête de liste | Tête de liste   | Liste | Premier tour | Premier tour | Second tour | Second tour | Sièges | Sièges |
| Tête de liste | Tête de liste   | Liste | Voix         | %            | Voix        | %           | CM     |        |
| ------------- | --------------- | ----- | ------------ | ------------ | ----------- | ----------- | ------ | ------ |
|               | Alain Raillard  | PS    | 634          | 39,5         | 731         | 41,58       | 5      |        |
|               | Yves Delot      | UMP   | 623          | 38,82        | 773         | 43,97       | 19     |        |
|               | Frédéric Parise | DVD   | 348          | 21,68        | 254         | 14,45       | 2      |        |

Elus au titre de la commune déléguée d’Avrolles
- Jacqueline Mouturat (114 voix, élue dès le 1er tour)
- Bernard Lapertot (111 voix)
- Séverine Poret (109 voix)

### Sens
- Maire sortant : Marie-Louise Fort (UMP)
- 35 sièges à pourvoir au conseil municipal (population légale 2006 : 26 961 habitants)

| Tête de liste            | Tête de liste     | Liste | Premier tour | Premier tour | Second tour | Second tour | Sièges | Sièges |
| Tête de liste            | Tête de liste     | Liste | Voix         | %            | Voix        | %           | CM     |        |
| ------------------------ | ----------------- | ----- | ------------ | ------------ | ----------- | ----------- | ------ | ------ |
|                          | Marie-Louise Fort | UMP   | 3 906        | 43,57        | 4 542       | 48,23       | 8      |        |
|                          | Daniel Paris      | PRG   | 3 301        | 36,83        | 4 875       | 51,77       | 27     |        |
|                          | Bruno Gervier     | DVG   | 1208         | 13,48        |             |             |        |        |
|                          | Édouard Ferrand   | FN    | 549          | 6,12         |             |             |        |        |
|                          |                   |       |              |              |             |             |        |        |
| * Liste du maire sortant |                   |       |              |              |             |             |        |        |

### Tonnerre
- Maire sortant : Raymond Hardy (DVD)
- 29 sièges à pourvoir au conseil municipal (population légale 2004 : 5 440 habitants)

|                          | André Fourcade | PS  | 1 263 | 61,73 | 24 |  |  |  |
|                          | Raymond Hardy* | DVD | 783   | 38,27 | 5  |  |  |  |
|                          |                |     |       |       |    |  |  |  |
| * Liste du maire sortant |                |     |       |       |    |  |  |  |

### Villeneuve-sur-Yonne
- Maire sortant : Cyril Boulleaux (DVG)
- 29 sièges à pourvoir au conseil municipal (population légale 2008 : 5 280 habitants)

|                          | Cyril Boulleaux* | DVG | 1 575 | 67,68 | 25 |  |  |  |
|                          | Gérard Serré     | DVD | 752   | 32,32 | 4  |  |  |  |
|                          |                  |     |       |       |    |  |  |  |
| * Liste du maire sortant |                  |     |       |       |    |  |  |  |